# Liborio Bellomo
Liborio Bellomo, conosciuto anche come "Barney" (New York, 8 gennaio 1957), è un mafioso statunitense di origine italiana, legato alla cosiddetta "Cosa nostra statunitense" e ritenuto essere l'attuale boss della famiglia Genovese.

## Famiglia
Liborio Salvatore Bellomo è figlio di Salvatore Bellomo e cugino di Liborio Thomas Bellomo, un affiliato della famiglia Genovese, i loro padri sono fratelli e le loro madri sono sorelle. Ciò ha talvolta fatto sì che le forze dell'ordine confondessero le identità dei due. Nel 1997, ad esempio, Liborio T. dichiarò in un affidavit di essere colpevole di reati federali al posto del cugino Liborio S.
Ad oggi, Liborio Salvatore Bellomo è padre di tre maschi e di una femmina.

## Boss facente funzioni e incriminazione
Nel 1990, dopo l'incriminazione di Vincent Gigante nel cosiddetto "caso delle finestre", Bellomo, già soldato e poi caporegime della famiglia Genovese, ne fu nominato boss facente funzioni. L'11 giugno 1996, Bellomo fu incriminato tramite il Racketeer Influenced and Corrupt Organizations Act (RICO) per colpe che includevano gli omicidi dei due mafiosi Ralph DeSimone e Antonio DiLorenzo, per estorsione e per riduzione in schiavitù. DiLorenzo era stato rinvenuto nel cortile della sua abitazione di West New York ucciso da colpi di arma da fuoco, mentre DeSimone era stato trovato morto nel bagagliaio della sua macchina presso l'aeroporto newyorkese LaGuardia nel Queens, colpito da cinque pallottole. Secondo la testimonianza di Alphonse D'Arco, precedentemente boss della famiglia Lucchese, i due furono assassinati perché i capi della famiglia Genovese ritenevano che fossero degli informatori del governo e Bellomo stesso aveva dato il suo consenso agli omicidi.
Durante il processo i legali di Bellomo fecero notare come il loro cliente fosse stato sottoposto per ben due volte all'esame del poligrafo e come entrambe le volte si fosse dimostrata vera la dichiarazione di Bellomo di non aver mai ucciso o fatto uccidere nessuno. In tutta risposta, gli agenti dell'FBI rasarono la testa di Bellomo e gli prelevarono peli da gambe e braccia, il tutto nella speranza di trovare del litio, componente di una droga psicoattiva che, secondo quanto detto agli agenti da alcuni informatori, Bellomo aveva assunto per poter ingannare la macchina della verità. I test tossicologici diedero però esito negativo e i magistrati non poterono far altro che far decadere le accuse di omicidio. Così, nel febbraio 1997, gli investigatori offrirono a Bellomo la possibilità di far terminare il processo in cambio di una dichiarazione di colpevolezza per estorsione ai danni di un sindacato edile e di una ditta di raccolta rifiuti. Bellomo accettò la proposta e fu così condannato a dieci anni di reclusione e al pagamento di 250.000 dollari.

## La reclusione e altre incriminazioni
Il 13 luglio 2001, Bellomo fu raggiunto in carcere dall'accusa di riciclaggio di denaro sporco in relazione al coinvolgimento della famiglia Genovese nelle attività di racket e nel controllo dell'ILA, la International Longshoresmen's Association, un sindacato di lavori portuali della costa orientale dell'America del Nord, dalle cui casse Bellomo avrebbe sottratto, assieme al mafioso Thomas Cafaro, ingenti somme di denaro destinate ai fondi pensione degli associati tra il 1996 e il 1997. Bellomo si dichiarò nuovamente colpevole dei reati meno importanti, facendo aggiungere tre anni alla propria condanna.
Il 23 febbraio 2006, Bellomo e altri trenta membri della famiglia Genovese furono nuovamente incriminati per attività legate al racket. In particolare Bellomo fu condannato per aver ordinato nel 1998 l'assassinio di Ralph Coppola, allora caporegime del gruppo di Bellomo, nonché buon amico di quest'ultimo. Il 16 settembre 1998, Coppola era scomparso poche settimane prima di ricevere una condanna per frode e non era mai stato ritrovato. Il collaboratore di giustizia Peter Peluso, un tempo avvocato della famiglia Genovese, riferì di aver ricevuto un messaggio proveniente da Bellomo, allora detenuto in carcere, in cui egli ordinava la morte di Coppola. Secondo alcune fonti, Coppola fu irrispettoso nei confronti della famiglia, secondo altri fu invece scoperto nel rubare profitti di essa.
Nell'atto di accusa di Bellomo si legge:
(United States District Court Southern District of New York, 23 febbraio 2006)
Peluso si accusò di aver avuto un ruolo nell'omicidio, tuttavia il governo statunitense non aveva prove che egli avesse in effetti incontrato Bellomo. Così, non avendo prove sufficienti a poter condannare Bellomo per omicidio, ancora una volta gli investigatori offrirono a quest'ultimo la possibilità di dichiararsi colpevole solamente di frode postale. Anche questa volta Bellomo accettò e la sua pena fu allungata di un anno.

## Uscita di prigione
Il 1º dicembre 2008, Bellomo fu rilasciato dopo aver scontato un totale di dodici anni di carcere.
Bellomo è ritenuto l'attuale boss della famiglia Genovese e avrebbe utilizzato il caporegime Peter "Petey Red" DiChiara come "boss di strada" per poter comunicare con gli altri caporegime della famiglia, allo stesso modo in cui Vincent Gigante utilizzava Anthony Salerno, fino alla morte di quest'ultimo, avvenuta il 2 marzo 2018.